# Чжан Цинь
Чжан Цинь (кит. 張 琴; 27 февраля 1974) — китайская гребчиха-байдарочница, выступала за сборную Китая в середине 1990-х годов. Участница летних Олимпийских игр в Атланте, чемпионка Азиатских игр, серебряная призёрша чемпионата мира, победительница многих регат национального и международного значения.

## Биография
Чжан Цинь родилась 27 февраля 1974 года.
Первого серьёзного успеха на взрослом международном уровне добилась в 1994 году, когда попала в основной состав китайской национальной сборной и выступила на Азиатских играх в Хиросиме, где впоследствии одержала победу в зачёте четырёхместных байдарок на дистанции 500 метров. Год спустя побывала на чемпионате мира в немецком Дуйсбурге, откуда привезла награду серебряного достоинства, выигранную в полукилометровой гонке четвёрок — в финале её обошёл только экипаж из Германии.
Благодаря череде удачных выступлений Чжан удостоилась права защищать честь страны на летних Олимпийских играх 1996 года в Атланте — стартовала здесь на пятистах метрах в четвёрках, дошла до финала, но в решающем заезде финишировала лишь четвёртой, немного не дотянув до призовых позиций. Вскоре по окончании этих соревнований приняла решение завершить карьеру профессиональной спортсменки, уступив место в сборной молодым китайским гребчихам.